# Соколан, Степан Степанович
Сокола́н Степан Степанович (21 декабря 1918, Одесса, Херсонская губерния — 31 марта 1982, Краснодар) — советский вице-адмирал (5.11.1973), первый командир 30-й дивизии противолодочных кораблей Черноморского флота (1969—1971), начальник Черноморского высшего военно-морского училища (1971—1981), командир ряда кораблей и соединений трёх флотов Военно-Морского Флота СССР.

## Биография

### Родители
По происхождению из рабочей семьи. В 1921 году вместе с матерью переехал на родину отца в село Деньги Золотоношского района Черкасской области. Отец Соколана С. С. — Соколан Степан Семёнович с 14 лет работал на судах Азовского и Черноморского бассейна. Военную службу проходил на кораблях Черноморского флота, участвовал в Гражданской войне на Украине в частях Красной армии под командованием Г. Котовского и И. Якира.

### Детство и юность
Детство Степана Степановича Соколана пришлось на Гражданскую войну и послевоенную разруху, а отрочество — на годы первых советских пятилеток. В 1932 году Степан Степанович окончил семилетку, вступил в комсомол, работал в колхозе. В 1934 году поступил на 2-й курс рабфака при Одесском строительном институте. В 1936 году по комсомольской путевке поступил на подготовительный курс при ВВМУ им. Фрунзе в г. Ленинграде. С 1 сентября 1937 года стал учиться на 1 курсе Военно-морского училища им. Фрунзе. В 1938 году был переведен для продолжения учёбы в только что сформированное 3-е Военно-морское училище города Владивостока (25 июня 1939 оно было переведено в разряд высших и получило наименование Тихоокеанское высшее военно-морское училище). Окончил училище в июне 1941 года с присвоением звания мичмана, но из-за начала Великой Отечественной войны как и другие выпускники училища стажировку на кораблях флота не прошёл. 24 июня получил воинское звание «лейтенант».

### Биография в 1941—1958 годах
21 июля 1941 года приказом командующего Тихоокеанским флотом вице-адмирала И. С. Юмашева лейтенант С. С. Соколан был назначен командиром 1-й башни главного калибра (3 180-мм орудия) на лёгком крейсере «Калинин», строившемся на судостроительном заводе № 199 в Комсомольске-на-Амуре. Крейсер спустили на воду 8 мая 1942 года, после чего перевели во Владивосток, включили в бригаду эскадренных миноносцев и после завершения ходовых испытаний сдали флоту 31 декабря 1942 года. В короткие сроки лейтенант Соколан освоил новую сложную боевую технику и вывел свою башню в лучшее подразделение БЧ-2 крейсера.
13 июня 1945 года старший лейтенант Соколан стал командиром артиллерийской боевой части эсминца «Резвый», входившего в состав отряда лёгких сил Тихоокеанского флота. В советско-японской войне не участвовал, корабли отряда лёгких сил стояли замаскированные в проливе Босфор Восточный. 15 ноября 1947 года С. С. Соколана назначили старшим помощником командира однотипного с «Резвым» эсминца «Расторопный» из 2-го дивизиона эсминцев ОЛС 7-го флота. Весной 1948 года дивизион перевели в Петропаловск-Камчатский, и около года Соколан служил там. В январе 1949 года капитан-лейтенант Соколан был направлен в Ленинград на учёбу в Высших ордена Ленина специальных офицерских классах (ВОЛСОК). Завершив десятимесячную учёбу в классе командиров эсминцев, Соколан получил назначение на должность командира строившегося в Николаеве эскадренного миноносца «Беспощадный» Черноморского флота. Пока же его корабль строился, он исполнял должность командира Краснознамённого эсминца «Железняков». 23 августа 1950 года вступил в должность командира эсминца проекта 30-бис «Безудержный» 1-го дивизиона эсминцев эскадры кораблей Черноморского флота.
С января 1953 года вступил в должность помощника командира учебного линейного корабля «Севастополь» эскадры ЧФ. 29 октября 1954 года С. С. Соколан в звании капитана 3-го ранга назначен старшим помощником этого же корабля. С сентября 1956 года по сентябрь 1958 — в звании капитана 2-го ранга занимал должность командира учебного лёгкого крейсера «Керчь» 46-й дивизии учебных крейсеров Одесской военно-морской базы ЧФ.

### Биография в 1958—1969 годах
C сентября 1958 года по июль 1959 С. С. Соколан закончил АКОС ВМОЛУА (Ленинград), после чего был назначен начальником штаба 121-й БЭМ 2-й дивизии крейсеров эскадры СФ (Североморск). В августе 1961 года стал командиром этой бригады. С июля 1962 года по декабрь 1965 — командир 120-й бригады ракетных кораблей 6-й дивизии ракетных кораблей СФ.
В декабре 1965 года С. С. Соколан вернулся на Черноморский флот и вступил в должность командира 150-й отдельной бригады ракетных кораблей, базировавшейся на Севастополь. В состав бригады входили 12 кораблей 1, 2 рангов (ркр «Грозный», «Адмирал Головко», кр «Дзержинский», ракетные корабли «Бойкий», «Прозорливый», «Бедовый», «Неуловимый», эм «Бравый», «Находчивый», «Напористый», «Отзывчивый», «Озаренный»). Корабли бригады неоднократно выходили в Средиземное море для несения боевой службы во главе со штабом бригады.
В феврале 1967 года Соколану было присвоено звание контр-адмирала. 7 марта следующего года принял из рук главнокомандующего ВМФ адмирала флота Советского Союза С. Г. Горшкова орден Красного Знамени, которым 150-я бригада ракетных кораблей была награждена указом Президиума ВС СССР «за большой вклад в дело укрепления оборонной мощи Советского государства, успехи в боевой и политической подготовке и в связи с 50-летием Советской армии и флота». Бригада стала Краснознамённой.
В 1968 году окончил курсы руководящего состава ВМФ при ВМОЛУА по специальности командно-штабная.

### Биография в 1969—1982 годах
24 апреля 1969 года контр-адмирал Соколан был назначен первым командиром вновь сформированной 30-й дивизии противолодочных кораблей Черноморского флота, которой командовал до ноября 1971 года. С 21 июня по 14 сентября 1969 года отряд кораблей под командованием Степана Степановича в составе ракетного крейсера «Грозный», большого противолодочного корабля «Сообразительный», ракетного корабля «Бедовый» совместно с двумя подводными лодками проекта 641Б, плавбазой «Тобол», танкерами «Тобол» и «Лена» во взаимодействии с двумя атомными ПЛ проекта 670 впервые выполнили задачи боевой службы в Средиземном море, Северо-Западной Атлантике, Флоридском проливе, Мексиканском заливе,Карибском море, Центральной и Восточной Атлантике. В Мексиканском заливе проведено совместное учение с ВМФ Республики Куба. Корабли отряда посетил Фидель Кастро, который наблюдал за ходом совместного учения на выходе в море, находясь на РКР «Грозный».
В марте-апреле 1970 года 15 кораблей 30-й дивизии участвовали под командованием С. С. Соколана в манёврах Военно-Морского Флота СССР «Океан-70».
В 1971 году ряд кораблей дивизии под командованием Соколана С. С. участвовали в учениях «Юг».
За время корабельной службы Степан Степанович получил допуска к управлению эсминцем, крейсером, линкором, тактической и поисково-ударной группой и соединением, и к руководству и управлению всеми видами оружия в составе соединения и во взаимодействии с другими родами сил флота. Участник боевых действий на Дальнем Востоке. В период службы с деловыми заходами и официальными визитами на кораблях КЧФ и учебных кораблях КБФ побывал в 11 странах.
С ноября 1971 года по октябрь 1981 года Степан Степанович передавал свой богатый опыт и знания курсантам — будущим офицерам флота, будучи начальником ЧВВМУ имени П. С. Нахимова. 7 ноября 1972 года возглавлял училище на 100-м и 7 ноября 1980 года на 108 парадах на Красной площади Москвы. В 1973 году ему присвоено звание доцент по кафедре Тактики ВМФ. В 1975 году училище было награждено орденом «Красной звезды».
Похоронен на кладбище Коммунаров в Севастополе.

## Семья
Жена — Нина Тимофеевна.
Сыновья — Александр (р. 1941), Владимир (р. 1946).

## Награды
Награждён орденами «Отечественной войны» 2 ст. в 1945 году за высадку десанта на о. Сахалин, «Красной звезды» в 1951 году и «Красного знамени» в 1956 году, вторым орденом «Красной звезды» в 1968 году за успехи в боевой подготовке и освоение новой техники, «За службу Родине в Вооружённых Силах» в 1975 году — за успехи в боевой подготовке; а также двенадцатью медалями: «За победу над Японией», «За боевые заслуги» и т. д. (с 1946 по 1978 годы).